# Brougham Castle
Brougham Castle är ett slott i Storbritannien.   Det ligger i grevskapet Cumbria och riksdelen England, i den centrala delen av landet, 400 km nordväst om huvudstaden London. Brougham Castle ligger 114 meter över havet.
Terrängen runt Brougham Castle är huvudsakligen platt, men åt sydväst är den kuperad. Brougham Castle ligger nere i en dal. Runt Brougham Castle är det ganska glesbefolkat, med 24 invånare per kvadratkilometer. Närmaste större samhälle är Penrith, 2,8 km nordväst om Brougham Castle. Trakten runt Brougham Castle består i huvudsak av gräsmarker.